# Rabbenou Tam
Yaaqov [Jacob] ben Meïr (1100-1171), dit Rabbénou Tam (רבנו יעקב תם) est un tossafiste et le petit-fils de Rachi. Il fut surnommé Rabbénou Tam, en référence au patriarche Yaaqov qui était tam, c'est-à-dire parfait, intègre (Bereshit 25:27). Ce Tossafiste français fut l'un des plus importants de son temps, et on lui doit la matière principale des Tossafot du Talmud de Babylone.

## Biographie
Né à Ramerupt, petite ville en Champagne, il est le fils de Meïr ben Samuel et de Yokheved, une des filles de Rachi. Il fut éduqué par son père, Rabbi Meïr, et par son frère aîné, Samuel ben Meïr (le Rashbam). Selon la tradition, il fut aussi l'élève de  Jacob ben Samson, un élève de Rachi auteur d'un commentaire sur le traité d'Avot. Il était sans doute trop jeune pour avoir reçu de celui-ci un enseignement direct. Une légende populaire dit de lui que lorsque Rabbenou Tam entendit des pleurs à la mort de Rachi, [il demanda] « pourquoi ces pleurs ? ». Sa mère lui dit que la lumière d'Israël s'était éteinte. Il dit « je la reprendrai et je la rallumerai ».
Sa femme Myriam était la sœur de Samson ben Joseph l'Ancien de Falaise. On sait qu'elle avait été précédemment marié à un nommé Avraham. Elle épousa Rabbenou Tam à une époque tardive, peut-être même après la mort de Samson. On ne trouve en effet pas de traces de liens familiaux dans la correspondance échangée entre Rabbenou Tam et Samson de Falaise. Il semble qu'elle-même n'ait été que la deuxième femme de Rabbenou Tam. Ils eurent 4 fils : Joseph, Moïse, Isaac et Salomon, qui servit de secrétaire à son père.
Bien établi à Ramerupt, Rabbénou Tam possédait maisons et terres qu’il administrait en même temps qu’il menait l’étude dans sa yeshiva (école talmudique) qui fut fréquentée par plus de quatre-vingt tossafistes. Comme il était d’usage, il subvenait aux besoins de ses étudiants. Il possédait de nombreux manuscrits en provenance d’Allemagne, du Nord de la France mais aussi d’Afrique du Nord et d’Espagne, qu'il corrigeait et annotait. Il possédait également des manuscrits de Rachi.
Un grave incident marqua la vie de Rabbénou Tam : il fut violemment molesté dans son village par des croisés lors de la Deuxième Croisade. Un chroniqueur juif, Ephraïm ben Yaaqov de Bonn, en fait le récit et rapporte que le nom du Maître était si prestigieux que les agresseurs lui dirent : 
Tu es le plus grand d’Israël. C'est pourquoi nous vengeons sur toi la vengeance du Pendu [Jésus] et nous te blessons par cinq blessures comme vous avez blessé notre dieu.
Il n’eut la vie sauve que par l’intervention d’un noble auquel il promit le versement d'une somme importante et qui jura de le convertir. Il semble qu'il se réfugia alors à Troyes. Son neveu, Isaac ben Samuel (le Ri), raconte que Rabbenou Tam, qui avait quitté Ramerupt pour Troyes, y revint pour récupérer ses livres et ses meubles.
En mai 1171, à Blois, un valet-servant chrétien prétendit avoir vu un Juif jeter le corps d'un enfant dans la Loire. Aucun cadavre ne fut retrouvé, mais la quarantaine de juifs résidant dans la ville furent jetés en prison. La plupart des juifs, dont Polcelina (en), une juive liée au comte Thibaut V, comte de Blois, à qui on offrait le choix de se faire baptiser, préféra mourir. Le 26 mai 1171 (20 sivan 4931 du calendrier hébraïque), 38 juifs, dont 17 femmes, périrent sur le bûcher. C'était là le parfait canevas de la première accusation de crime rituel en Europe occidentale. Cette accusation en entraina d'autres à Pontoise, Joinville et Loches. Le martyr de Blois fit une impression considérable sur les contemporains. Outre deux récits en prose des évènements, des Seli'hot furent composées. 

Apprenant les tragiques évènements de Blois, Rabbenou Tam déclara le 20 sivan jour de jeûne pour les juifs de France, de Grande-Bretagne et d'Allemagne.
Très affecté par les évènements de Blois, Rabbenou Tam décéda deux semaines plus tard, le 9 juin (4 tammouz) de la même année, au cours d'une visite à Ramerupt.

## Halakha
Il fut l'un des plus éminents continuateurs de son grand-père Rachi, commentant son commentaire du Talmud, dans ce qu'on nomme les Tossefot. Le nom de Rabbénou Tam apparaît dans pratiquement chaque page du Talmud, en vis-à-vis de celui de Rachi.
Son enseignement eut une profonde influence dans le domaine de la Halakhah, et notamment au sujet des Mitzvot des Téfiline et de la Mézouza. Il arriva à Rabbénou Tam d’être en désaccord avec son grand-père Rachi, notamment concernant la position de la Mézouza sur les montants de porte, ainsi Rachi soutenait qu’elle devait être positionnée à la verticale, et Rabbénou Tam à l’horizontale, ce qui valut à la tradition d’adopter la position inclinée afin de se conformer à l’enseignement des deux maîtres.
Il est aussi souvent cité au sujet de son opinion sur l'heure de passage du jour à la nuit.

## Œuvres
Outre les Tossefot qui lui sont attribuées, Rabbénou Tam a écrit des piyyoutim (poèmes liturgiques) et des Responsa, réunies dans le Sefer ha-Yachar (le Livre du Juste, 1149) sans rapport avec le midrash homonyme du même nom. On ne dispose que d'un seul manuscrit du Sefer ha-Yachar de Rabbénou Tam. Celui-ci est conservé à la bibliothèque nationale et universitaire de Jérusalem.
Avec les commentaires du Talmud, Rabbénou Tam a fait ce qu’on peut appeler « le Talmud de France ».

## Ses élèves
- Joseph ben Moïse de Troyes, aussi connu sous le nom de Joseph Porat. Élève du Rashbam.
- Jacob Israël ben Joseph de Pont-Audemer. Élève de Rabbi Meïr (le père de Rabbenou Tam).
- Samson ben Joseph de Falaise, le beau-frère de Rabbenou Tam
- Yom Tov ben Judah de Falaise, le cousin de Rabbenou Tam (Judah est le mari de Myriam, une des filles de Rachi)
- Eliahou ben Judah de Paris avec qui Rabbenou Tam entretint une controverse sur les devoirs d'un homme envers son épouse
- Haïm ben Hananel haCohen de Paris
- Joseph Bekhor Shor d'Orléans, et son fils rabbi Abraham
- Samson ben Joseph
- Jacob La Saint d'Orléans. Ephraïm de Bonn rapporte qu'il est mort à Londres pour la sanctification du Nom en 1189 lors du couronnement de Richard Cœur de Lion
- Yom Tov ben Isaac de Joigny. Mort à York pour la sanctification du Nom en 1191. Il était à la tête des juifs de York qui se réfugièrent dans une forteresse pendant le shabbat haGadol et qui choisirent de s'égorger pour échapper aux persécutions, à l'image des victimes ashkénazes de la Première Croisade. Son fils Isaac est mentionné par Samson de Sens comme un sage réputé.
- Menahem ben Peretz de Corbeil
- Jacob de Corbeil, mort à Mayence pour la sanctification du Nom en 1192, et Judah de Corbeil, son frère
- Abraham de Bourgueil
- Isaac ben Baroukh
- Eliézer ben Samuel de Metz
- Isaac ben Asher haLevi de Spire
- Eliézer  ben Nathan de Mayence, le Raavan.
- Moïse ben Salomon haKohen
- Isaac ben Mordékhaï de Ratisbonne
- Ephraïm ben Isaac de Ratisbonne
- Moïse ben Yoël
- Eliézer ben Isaac de Prague
- Isaac ben Jacob de Bohème, le Ri haLavan
- Pierre (?) ben Joseph. Vécut en Carinthie. Mort pour la sanctification du Nom pendant la Deuxième Croisade.
- Moïse de Kiev
- Abraham haGer de Hongrie et son fils Isaac
- Yossi de Tarente